# LVF – Colombo und Archimede
Die LVF – Colombo und Archimede waren  Dampflokomotiven der Lombardisch-venetianischen Ferdinands-Bahn (LVF).
Die beiden Maschinen wurden 1844 von Stehelin geliefert.
Auffallend waren die sehr großen Treibräder.
Bei der LVF erhielten die hier besprochenen Maschinen die Namen COLOMBO und ARCHIMEDE.
Als die LVF 1852 verstaatlicht wurde, kamen sie mit denselben Namen zur Lombardisch-venetianischen Staatsbahn (LVStB).